# إيغور كوزنيتسوف
إيغور كوزنيتسوف هو لاعب هوكي الجليد كازاخستاني، ولد في 19 أكتوبر 1955 في ألماتي في كازاخستان.

## وصلات خارجية
- إيغور كوزنيتسوف على موقع EliteProspects.com (الإنجليزية)
- إيغور كوزنيتسوف على موقع HockeyDB.com (الإنجليزية)